# Схизотураниус Дмитриева
Схизотураниус Дмитриева (лат. Schizoturanius dmitriewi) — вид двупарноногих многоножек (Polydesmidae, Polydesmida). Россия. Эндемик Русской равнины. Встречается в Воронежской, Липецкой, Курской, Московской и Орловской областях, а также в Харьковской и Черкасской областях Украины. Длина около 1 см (от бесцветного до розового). В основном приурочен к лесостепи. В Московской области встречается в широколиственных лесах и луговых степях на выходах известняка, во влажных местообитаниях на карбонатных субстратах. Личинки почвенные, взрослые стадии — в подстилке. Питаются опавшими листьями и травами. Живут не менее двух лет. Редкий вид, включённый в Красную книгу Московской области.